# Могилевский, Абрам Ильич
Абрам Ильич Могиле́вский (1875 — 1964) — русский и советский виолончелист и музыкальный педагог.

## Биография
Родился 7 февраля 1875 года в Полтаве (ныне Украина).
Учился в Варшавской консерватории, Закончил Московскую консерваторию по классу виолончели в 1904 году., его педагогом был проф. А. Э. Фон-Глен. С 1901 года регулярно принимал участие в симфонических концертах Русского музыкального общества, в исторических концертах оркестров под управлением С. Н. Василенко и Ю. С. Сахновского, симфонической капелле В. А. Булычёва. Летом 1909 года, проживая на даче в Крёкшине, играл для Л. Н. Толстого (самостоятельно и в составе трио совместно с А. Б. Гольденвейзером и Б. О. Сибором).
В 1921 — 1925 годах работал заведующий музыкальной частью Государственного Академического Еврейского театра «Габима»
Начиная с 1913 года занимался педагогической деятельностью, в том числе в Государственном музыкальном училище имени Гнесиных (до 1920 года и затем в 1934—1948 годах). Вёл классы виолончели и камерного ансамбля. Среди учеников А. И. Могилевского, в частности, виолончелист и музыковед Л. С. Гинзбург.
Умер 27 мая 1964 года в Москве.

## Награды
- заслуженный учитель школы РСФСР (14.02.1945)
- медали

## Семья
- дочь — Могилевская, Софья Абрамовна, детская писательница.
- двоюродный брат — Могилевский, Александр Яковлевич, скрипач и музыкальный педагог